# Komodo vs Cobra
Pour plus de détails, voir Fiche technique et Distribution.
Komodo vs. Cobra est un téléfilm américain réalisé par Jim Wynorski, diffusé le 19 août 2005 sur Sci Fi Channel.

## Synopsis
Sur une île, des scientifiques font des expériences sur des animaux.
Des journalistes décident d'enquêter sur d'étranges morts causées par des dragons de Komodo et des cobras.

## Fiche technique
- Titre : Komodo vs. Cobra
- Réalisation : Jim Wynorski
- Scénario : Billy Munro et Jim Wynorski
- Production : Daniel Gilboy, Paul Hertzberg et Michael Paré
- Société de production : CineTel Films (en)
- Budget : 450 000 dollars américains
- Musique : Chuck Cirino
- Photographie : Andrea V. Rossotto
- Montage : Randy Carter
- Costumes : Robert Constant
- Pays d'origine : États-Unis
- Format : Couleurs - 1,85:1 - Dolby Digital - 35 mm
- Genre : Horreur, science-fiction
- Durée : 94 minutes
- Date de diffusion : 19 août 2005 (États-Unis)

## Distribution
- Michael Paré : le capitaine Michael A. Stoddard
- Michelle Borth : le docteur Susan Richardson
- Ryan McTavish : Jerry Ryan
- Renee Talbert : Carrie Evans
- Jerri Manthey (en) : Sandra Crescent
- Ted Monte : Ted
- Glori-Anne Gilbert : Darla
- René Rivera : Dirk Preston
- Jay Richardson : le docteur William Richardson
- Rod McCary : le général Bradley
- Roark Critchlow : le major Garber
- Paul Logan : le major Frank
- Damian T. Raven : Weeks
- Chris Neville : Lerner
- Delpaneaux Wills : Marsden

## Autour du film
- Le tournage s'est déroulé sur l'île de Kauai à Hawaï.